# FA Pjunik Jerevan
A Pjunik Jerevan (örmény nyelven: Ֆուտբոլային Ակումբ Փյունիկ Երեւան, magyar átírásban: Futbolajin Akumb Pjunik Jerevan, nyugati sajtóban: FC Pyunik) egy örmény labdarúgócsapat Jerevánban, jelenleg a örmény labdarúgó-bajnokság élvonalában szerepel.
Annak ellenére, hogy csak 1992-ben alapították, az egyik legsikeresebb örmény labdarúgócsapatnak számít. 13 alkalommal nyerte meg az örmény labdarúgó-bajnokságot, 5 alkalommal hódította el örmény kupát, valamint 6-szor diadalmaskodott az örmény szuperkupában. 2001 és 2008 között sorozatban 8-szor végzett a bajnokság élén, 2004-ben mindhárom címet elnyerte.

## Sikerei
- Örmény bajnok

16 alkalommal (1992, 1996, 1997, 2001, 2002, 2003, 2004, 2005, 2006, 2007, 2008, 2009, 2010, 2015, 2022, 2024)
- Örménykupa-győztes

5 alkalommal (1996, 2002, 2004, 2009, 2010)
- Örmény szuperkupa-győztes

6 alkalommal (1997, 2001, 2003, 2004, 2006, 2007)